# Mery Godigna Collet
Mery Godigna Collet (nacida Mery Beatriz Antonieta Godigna Collet, el 8 de abril de 1959 en Caracas, Venezuela) es una artista, escritora, filántropa y defensora del medio ambiente venezolana que vive en Austin, Texas.

## Biografía
La familia Godigna Collet se mudó a Europa cuando ella tenía 3 años. Pasó su infancia y adolescencia en España, Francia e Italia. Regresó a Caracas, Venezuela y estudió arte, diseño y arquitectura licenciándose en arquitectura en 1987 de la Universidad Central de Venezuela.
A principios de los 70, mientras vivía en Madrid, España, asistió como oyente (debido a su corta edad) a la Real Academia de Bellas Artes de San Fernando donde descubrió el poder del arte para comunicar y promover causas.

## Carrera artística
Desde el comienzo de su carrera, Godigna Collet explora la convivencia entre los seres humanos y el medio ambiente a través de cuestiones sociales y políticas. Su obra de arte se sustenta en el uso versátil de diversos materiales, aplicados en instalaciones, pinturas, esculturas, fotografía y video, desafiando al espectador mediante el uso de nuevas técnicas y materiales no convencionales en la realización de su arte. Como conceptualista minimalista, su propio enfoque de los materiales y técnicas utilizadas en la obra de arte es que los conceptos se traducen a través de la materia.

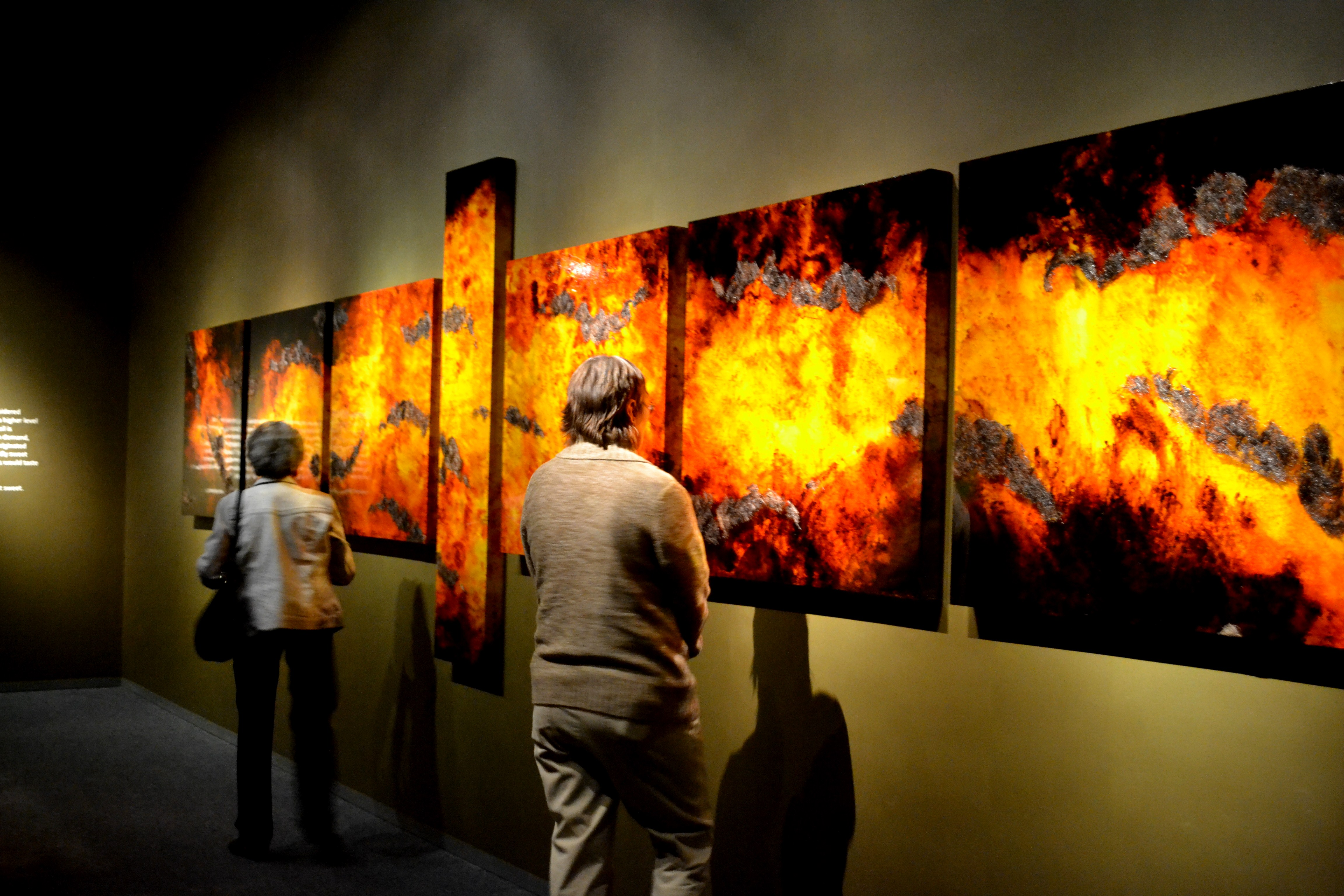
Aceite de Petrus Virgen Extra

### Defensora del medio ambiente
Su trabajo se basa en promover un uso consciente de los recursos naturales y la tecnología. Desde 2007, para sus exposiciones realiza paneles de discusión relevantes para la muestra, que reúnen a la comunidad y expertos en diversos campos, así como talleres que promueven la conciencia ecológica. Durante entrevistas en radio, televisión o revistas, suele llamar a la reflexión sobre temas ambientales. En 2012 su trabajo fue seleccionado para su exposición y para ser la imagen de una conferencia sobre temas de dependencia del petróleo como fuente de energía y sobre las consecuencias de esa dependencia en los derechos humanos, celebrada en la Universidad de Texas en Austin organizada por el Center for Energía Global, Arbitraje Internacional y Derecho Ambiental y el Centro de Derechos Humanos y Justicia Bernard y Audre Rapoport. En 2016 su obra de arte "Let's Talk Volume" fue seleccionada por la Ciudad de Austin, Texas a través del programa Arte en lugares públicos, para ser instalada con motivo de la celebración del Día Internacional del Medio Ambiente.

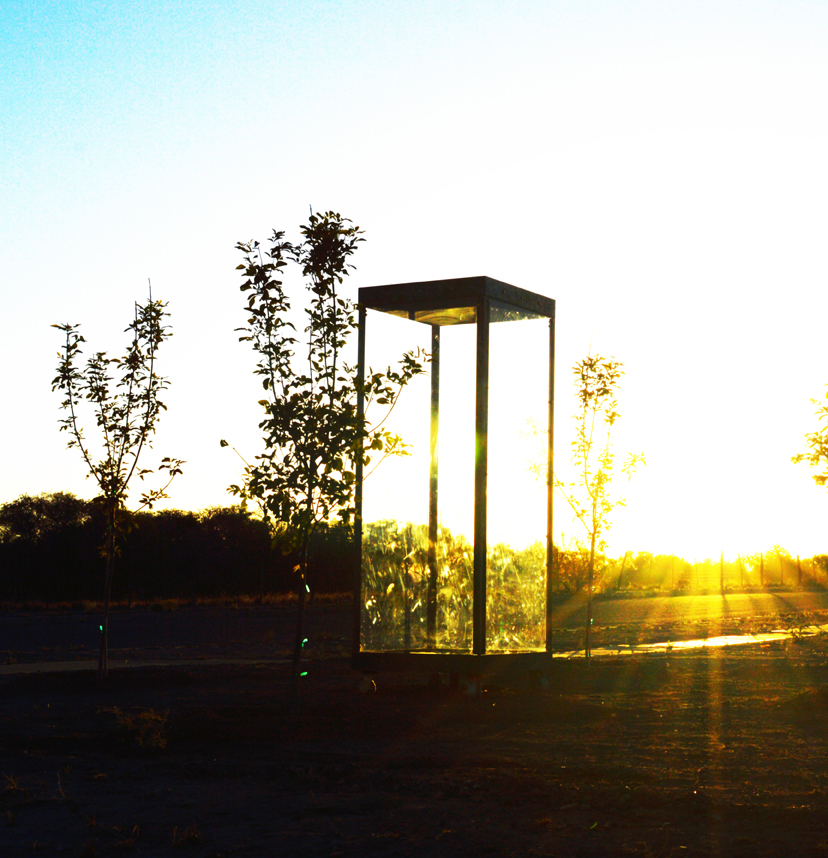

### Filántropa
Con su arte y su poder visual para provocar el pensamiento, Godigna Collet apoya varias causas relacionadas con los derechos humanos. Desde Venezuela, Miami, Italia y Texas, había mostrado su trabajo para recaudar fondos para promover el apoyo a mujeres y niños víctimas de violencia, residencias para artistas necesitados, víctimas del sida y poblaciones indígenas.
En 2007 viajó extensamente por la Amazonía venezolana recolectando varias leyendas de la tradición cultural indígena, que tradicionalmente se transmiten oralmente de una generación a la siguiente.
Asegurando su documentación y preservación ha organizado exposiciones sobre el tema en Venezuela, Italia, Francia y Estados Unidos, y las ha conservado en los archivos de la Colección Latinoamericana Nettie Lee Benson de la Universidad de Texas en Austin, y da gratuitamente conferencias sobre el tema.

### Escritora
Mery Godigna Collet ha publicado en edición limitada y en español dos libros; "Cuaderno de ejercicios nocturnos" (1995) y "Hecho con fibra" (2003), y tres estudios de investigación de arte "Materia, tiempo y espacio" (1997), "Luz metálica" (2006), "Aceite de Petrus virgen extra", 2008.
Colaboró con la revista mensual Le Club en Caracas, Venezuela, La Gazette du Jeudi, publicación semanal en París Francia, y actualmente colabora con la revista Viceversa en Nueva York.

## Carrera profesional
Mery Godigna Collet ha participado en 26 exposiciones individuales y 36 colectivas en Venezuela, Colombia, México, España, Italia, Francia, Alemania, Holanda, Bélgica, Nueva York, Miami, Nuevo México y Texas.
En 1985 y 1986 fue profesora asistente de Diseño 07 y Taller Ventrillon (dibujo a mano alzada) en la Universidad Central.
En 1990 fundó la firma de arte utilitario Neo-Arkhos y se desempeñó como directora hasta 1994 promocionando diseñadores contemporáneos. De 2007 a 2009 se desempeñó como Directora de Fundación Fundaya, una organización sin fines de lucro cuya misión era ayudar a las poblaciones indígenas en Venezuela. Desde 2014 es parte de la Junta de International Woman's Foundation con sede en Marfa, Texas que brinda residencias para artistas y promueve su trabajo.
En 2014, cofundó el "Proyecto Crosswalk" para mejorar la seguridad de los peatones y discapacitados en el entorno urbano. Ha impartido varias conferencias y talleres de arte en Venezuela, Texas e Italia. Es miembro de la Accademia di Arte di la Citta di Ferrara, Italia y del Mexic-Arte Museum en Austin Texas.

### Exposiciones individuales
- 1995 Dimelo Tu. Galería El Muro, Caracas, Venezuela
- 1996 Azul. Galería El Muro, Caracas, Venezuela
- 1997 Retratos. Foro Galería Ars, Caracas, Venezuela
- 1998 De Sueños, Ilusiones, Laberintos y Temores, Galería Ars Forum, Caracas, Venezuela
- 2000 Tapices de Penélope. Consulado Venezolano en NY, NY .
- 2000 Tapices de Penélope. Eastern National Bank, Miami, FL
- 2001 Aqua. 1221 Brickell Ave. Miami, Florida
- 2002 Windows. Galeria Punto de Arte, Caracas, Venezuela
- 2002 Windows. Museo del Discurso de Angostura, Ciudad Bolivar, Venezuela
- 2003 En Tono de Fibra. Sala de Arte Sidor (Siderurgica del Orinoco) Puerto Ordaz, Venezuela
- 2007 Mares Metalicos. Monumento Histórico La Rocca, Cento, Italia[3]
- 2007 Mares Metalicos. Galleria Il Carbone, Ferrara, Italia
- 2008 Mares Metalicos. Gallerie Expression Libre, París, Francia
- 2011 Aceite de Petrus Virgen Extra. Museo del Petróleo, TX[15]
- 2012 Aceite de Petrus Virgen Extra. Centro Rapoport de Derechos Humanos y Centro de Energía de la Universidad de Texas, Austin, TX[16]
- 2012 El Dorado. Colección Benson Universidad de Texas, Austin, TX[17]
- 2012 El Dorado. Delizia di Belriguardo, Ferrara, Italia
- 2013 Aceite de Petrus Virgen Extra. Nina Torres Bellas Artes Miami, FL
- 2013 Evpo. Galería Caridi, Miami, FL
- 2014 Los fantasmas de Marfa. Edificio histórico y museo 98, Marfa, TX
- 2014 Aceite de Petrus Virgen Extra. LUHCA, Lubbock, TX[18]
- 2014 Piel errante. OBE, Austin, TX
- 2015 Sin forma particular. Ferrara, Italia, presentado por Galleria Dil Carbone. Ferrara, Italia
- 2015 Evpo. Galería Greasewood, Marfa, TX
- 2015 Aceite de Petrus Virgen Extra. Almacén 1–10, Magdalena, Nuevo México[5]
- 2016 "Petro Poems" ESB-MACC, Austin, TX[19]

### Colecciones en museos
- Museo MexicArte, Austin TX
- Museo de Arte Contemporáneo del Zulia, Maracaibo, Venezuela.
- Museo de Arte Latinoamericano, Miami, FL.
- Galleria D'Arte Moderno di Cento, Bolonia, Italia
- Museo del Petróleo, Midland, TX